# Aphelele Fassi

a Compétitions nationales et continentales officielles uniquement.

b Matchs officiels uniquement.
Dernière mise à jour le 16 août 2025.
Aphelele Fassi, né le 23 janvier 1998 à King William's Town (Afrique du Sud), est un joueur de rugby à XV international sud-africain, évoluant aux postes d'arrière et ailier. Il joue avec les Sharks en United Rugby Championship depuis 2019.

## Carrière

### En club
Aphelele Fassi rejoint en 2014 l'académie des Border Bulldogs en 2014, disputant la Craven Week en 2014 et 2016. Il termine ensuite sa formation avec les Natal Sharks à partir de 2017.
Sa carrière professionnelle débute en 2018 avec les Natal Sharks lorsqu'il est appelé à disputer la Currie Cup,. Dès sa première saison, il se fait remarquer par ses qualités de vitesse et de technique. Il remporte ce championnat dès sa première saison,.
En 2019, il est retenu dans l'effectif de la franchise des Sharks, évoluant en Super Rugby. Il joue son premier match le 16 février 2019 contre les Sunwolves,. Il s'impose rapidement comme le titulaire au poste d'arrière, et comme un grand espoir national à ce poste,.

### En équipe nationale
En juin 2021, Aphelele Fassi est sélectionné pour la première fois avec les Springboks par le sélectionneur Jacques Nienaber pour préparer la tournée des Lions britanniques en Afrique du Sud. Il connaît sa première cape le 2 juillet 2021 contre la Géorgie à Pretoria,. Il marque à cette occasion son premier essai au niveau international. Plus tard la même année, il est sélectionné pour disputer le Rugby Championship, et joue un match lors du tournoi face à l'Argentine, marquant un nouvel essai. Après cette première saison internationale prometteuse, il est élu meilleur jeune joueur sud-africain pour l'année 2021.

## Palmarès

### En club
- Vainqueur de la Currie Cup en 2018 avec les Natal Sharks.
- Finaliste de la Currie Cup en 2021 avec les Natal Sharks.

## Statistiques internationales
Au 1er août 2022, Aphelele Fassi compte 3 capes en équipe d'Afrique du Sud, dont trois en tant que titulaire, depuis le 2 juillet 2021 contre l'équipe de Géorgie à Pretoria. Il a inscrit 10 points (2 essais). 
Il participe à une édition du Rugby Championship, en 2021. Il dispute une rencontre dans cette compétition.